# Remaucourt (Aisne)
 Remaucourt  es una población y comuna francesa, en la región de Picardía, departamento de Aisne, en el distrito de Saint-Quentin y cantón de Saint-Quentin-Nord.
Está integrada en la Communauté d'aglomération de Saint-Quentin.

## Demografía
| 283 | 288 | 286 | 368 | 406 | 372 |
| Para los censos de 1962 a 1999 la población legal corresponde a la población sin duplicidades (Fuente: INSEE [Consultar]) |     |     |     |     |     |